# Plaxtol
Plaxtol – wieś i civil parish w Anglii, w Kent, w dystrykcie Tonbridge and Malling. W 2011 civil parish liczyła 1117 mieszkańców.